# Glitrefjella
Die Glitrefjella (norwegisch für Glittergebirge) ist eine Gebirgsgruppe im ostantarktischen Königin-Maud-Land. Sie ist Teil der Smedfjella im Zentrum des Gebirges Sør Rondane und ragt an der Südflanke des Glitrefonna auf.
Wissenschaftler des Norwegischen Polarinstituts benannten sie 2017 in Anlehnung an die Benennung des benachbarten Gletschers.